# بوگدای
بوگدای (به لهستانی:  Bogdaj) یک روستا در لهستان است که در گمینا سوشنگه واقع شده‌است.